# Pagoda Hoang Phuc

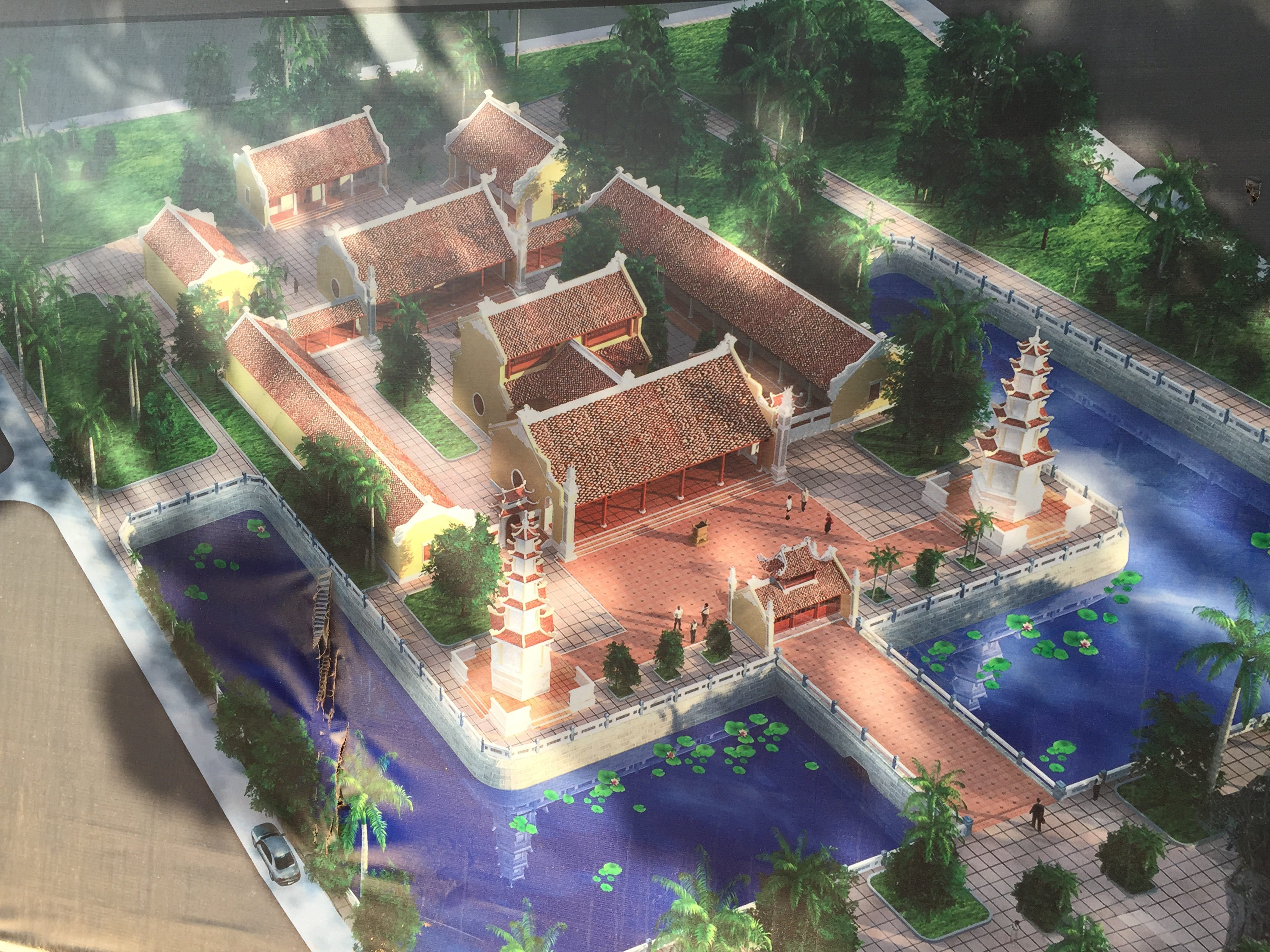
Pagoda Hoằng Phúc

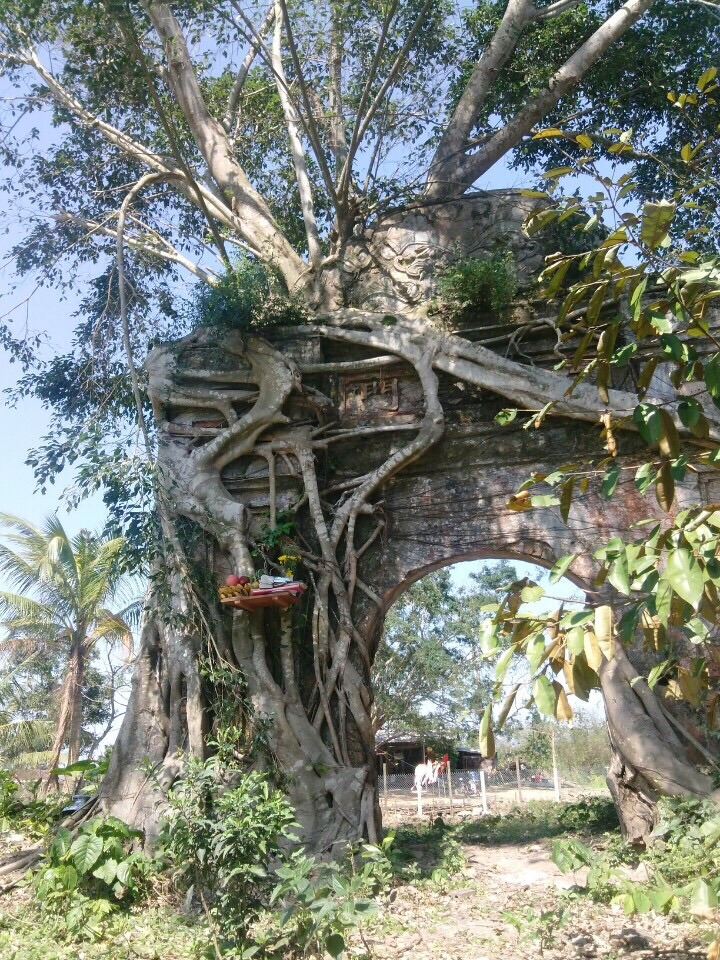
Pagoda Hoằng Phúc

La pagoda Hoang Phuc (in lingua vietnamita: Chùa Hoằng Phúc) è una pagoda buddista nel comune Mỹ Thủy, Distretto di Lệ Thủy, provincia di Quang Binh, Vietnam, 45 km a sud di Dong Hoi, a 500 km a sud di Hanoi. Il primo tempio è stato costruito più di 700 anni fa ed è una delle più antiche pagode nel Vietnam centrale. Il tempio è stato ricostruito molte volte. Nel dicembre 1985 la pagoda è stata devastata da un uragano tropicale.